# Cuise-la-Motte

Cuise-la-Motte este o comună în departamentul Oise, Franța. În 1 ianuarie 2022 avea o populație de 2.101 de locuitori.